# Hofheim in Unterfranken
Hofheim in Unterfranken (amtlich Hofheim i.UFr., 1935 bis 1945 Hofheim in Mainfranken, amtlich Hofheim i. Mainfr.) ist eine Stadt im unterfränkischen Landkreis Haßberge sowie Sitz der Verwaltungsgemeinschaft Hofheim in Unterfranken.

## Geographie
Hofheim ist der Mittelpunkt der westlichen Haßberge. Die Stadt liegt etwa 25 Kilometer nordöstlich des Oberzentrums Schweinfurt und 12 Kilometer nördlich der Kreisstadt Haßfurt.

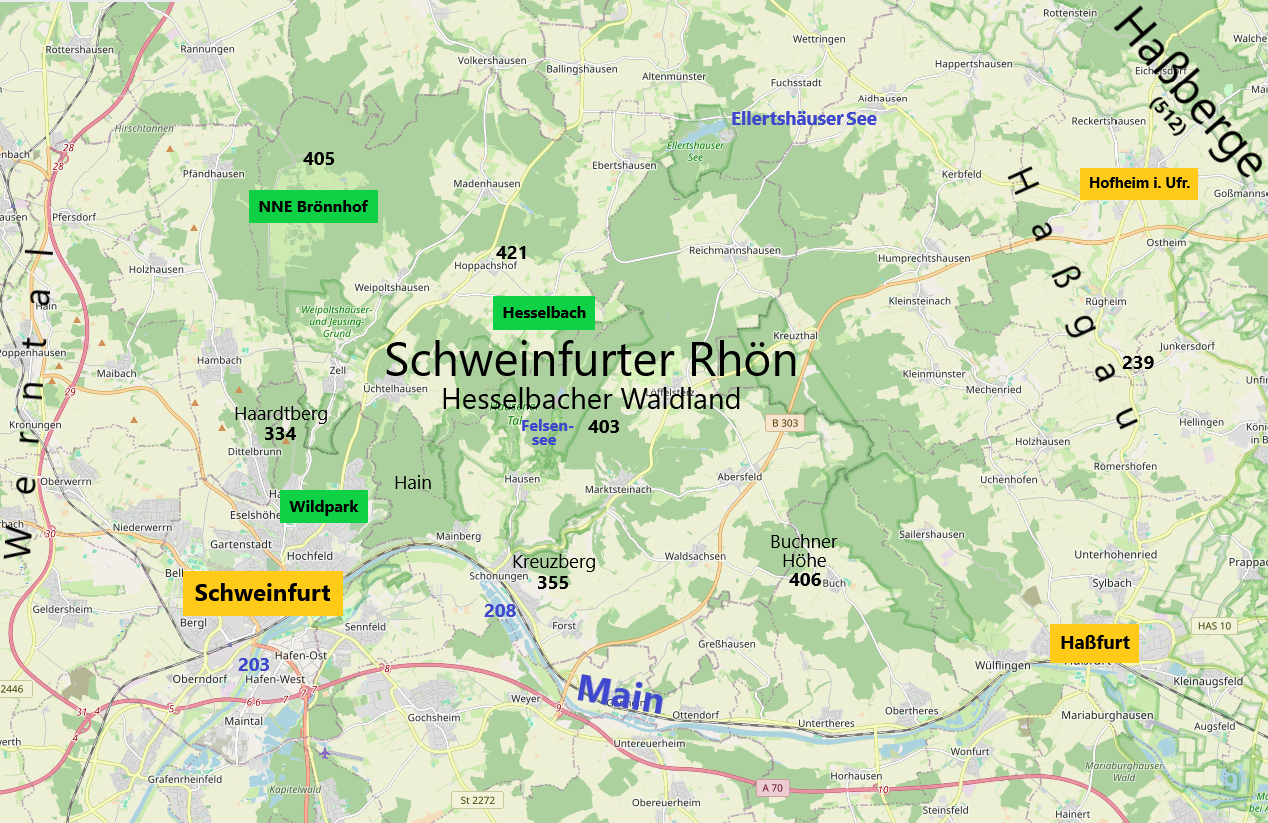
Hofheim liegt wenige Kilometer westlich des Haßbergtraufs, im Haßgau, auch Hofheimer Gau

### Gemeindegliederung
Es gibt 21 Gemeindeteile (in Klammern sind der Siedlungstyp und die Einwohnerzahlen angegeben):
- Aurachsmühle (Einöde)
- Bettenburg (Schloss)
- Eichelsdorf (Kirchdorf, 266)
- Erlsdorf (Weiler, 20)
- Fahresmühle (Einöde)
- Fuchsmühle (Einöde)
- Goßmannsdorf (Kirchdorf, 767)
- Hessenmühle (Einöde)
- Hofheim i.UFr. (Hauptort, 2148)
- Lendershausen (Pfarrdorf, 472)
- Manau (Kirchdorf, 68)
- Mittelmühle (Einöde)
- Mühle (untere) (Einöde)
- Neumühle (Einöde)
- Ostheim (ehemaliger Markt, 339)
- Reckertshausen (Kirchdorf, 351)
- Rohrmühle (Einöde)
- Rügheim (Pfarrdorf, 650)
- Schloßmühle (Einöde)
- Sulzbach (Dorf, 115)
- Sulzenmühle (Einöde)

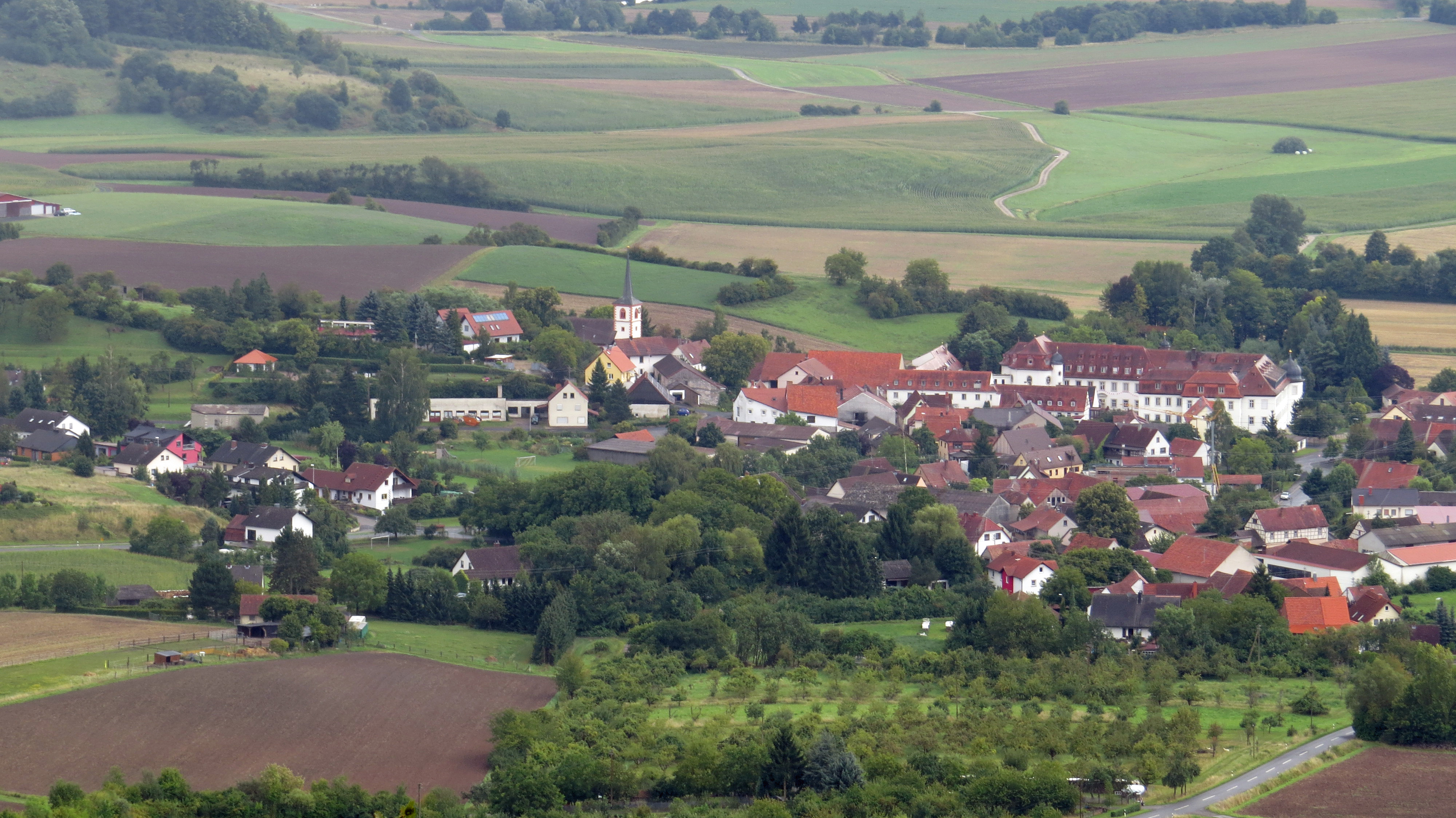
Eichelsdorf
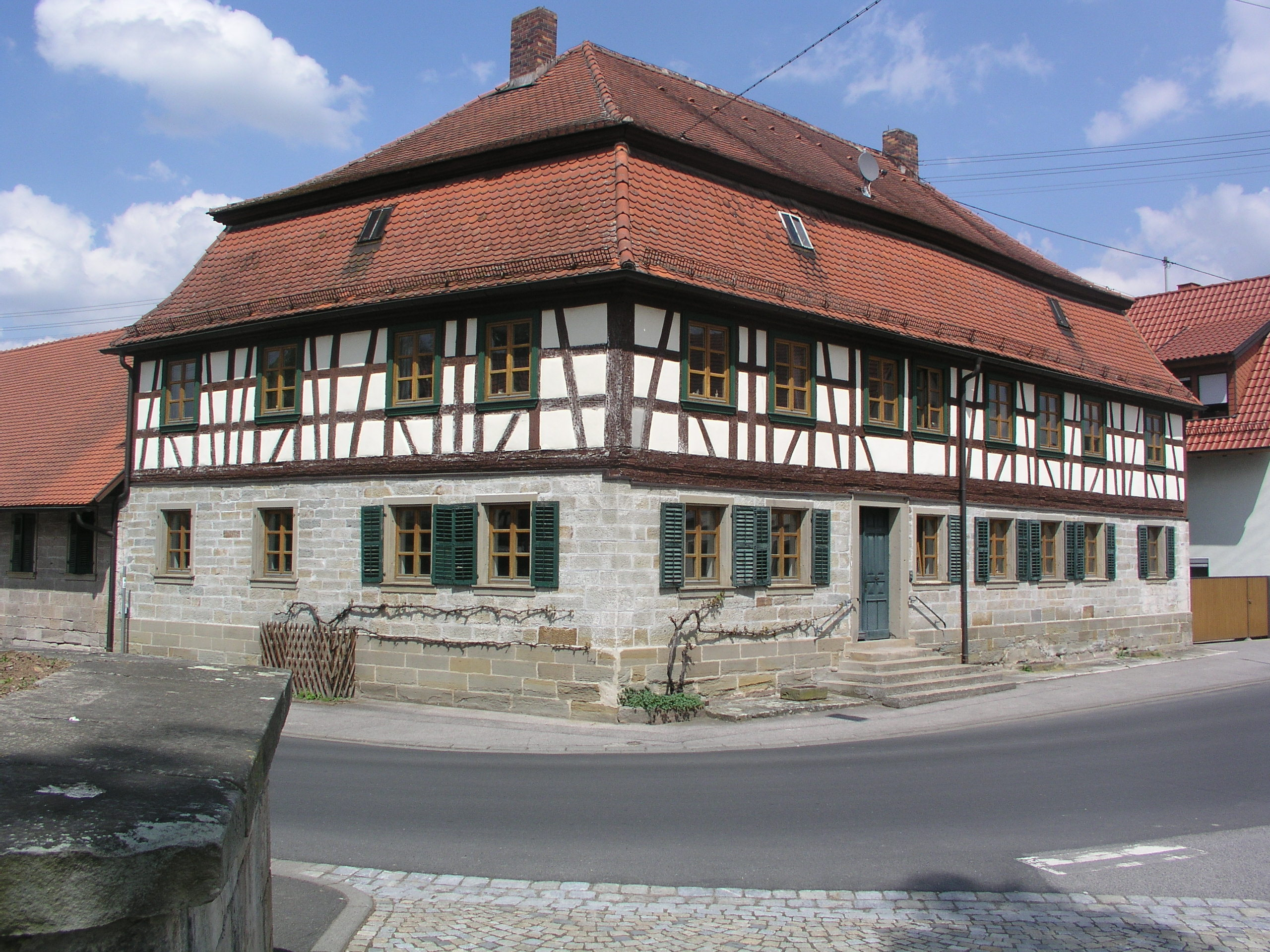
Goßmannsdorf
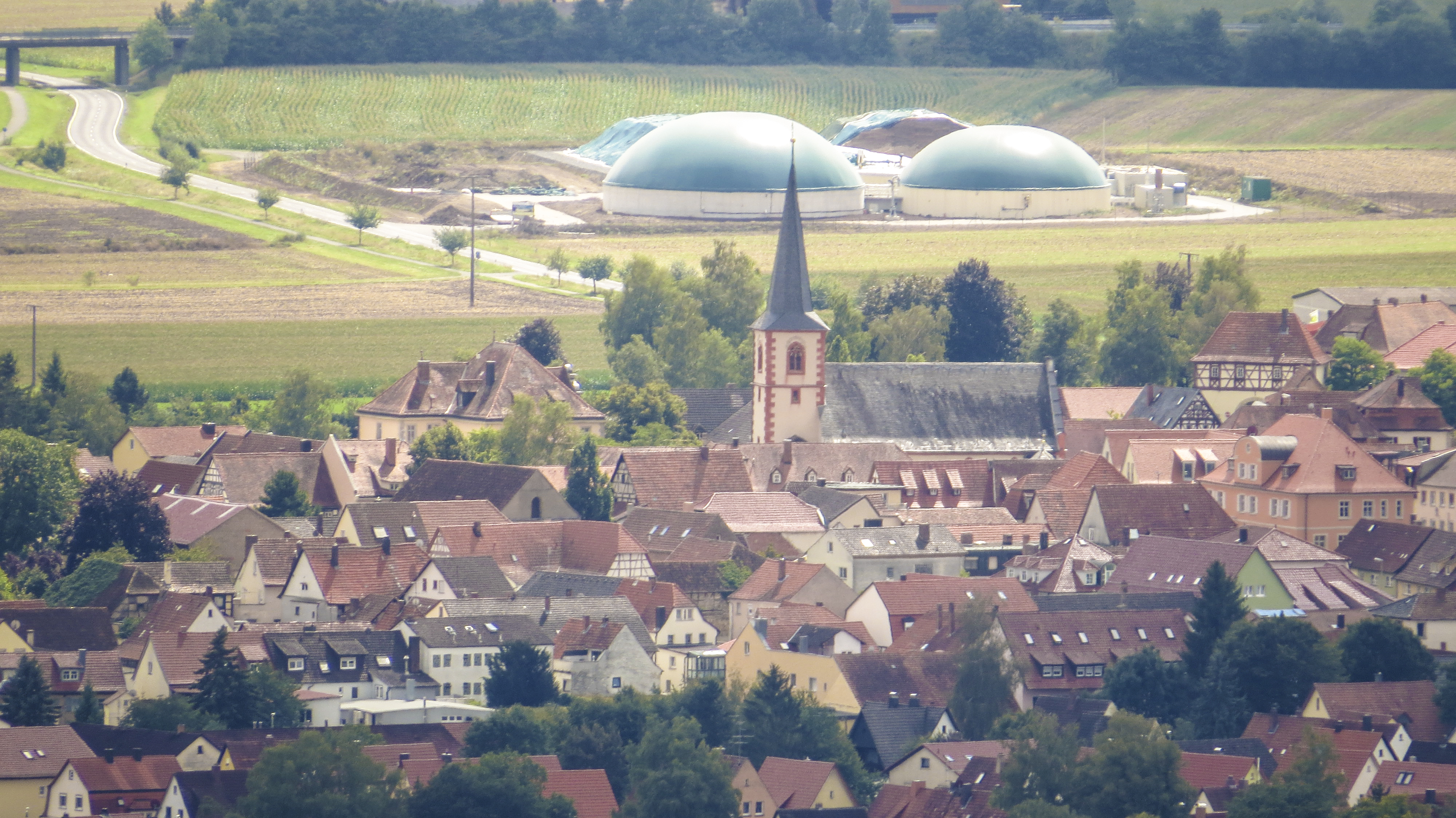
Hofheim i. UFr.
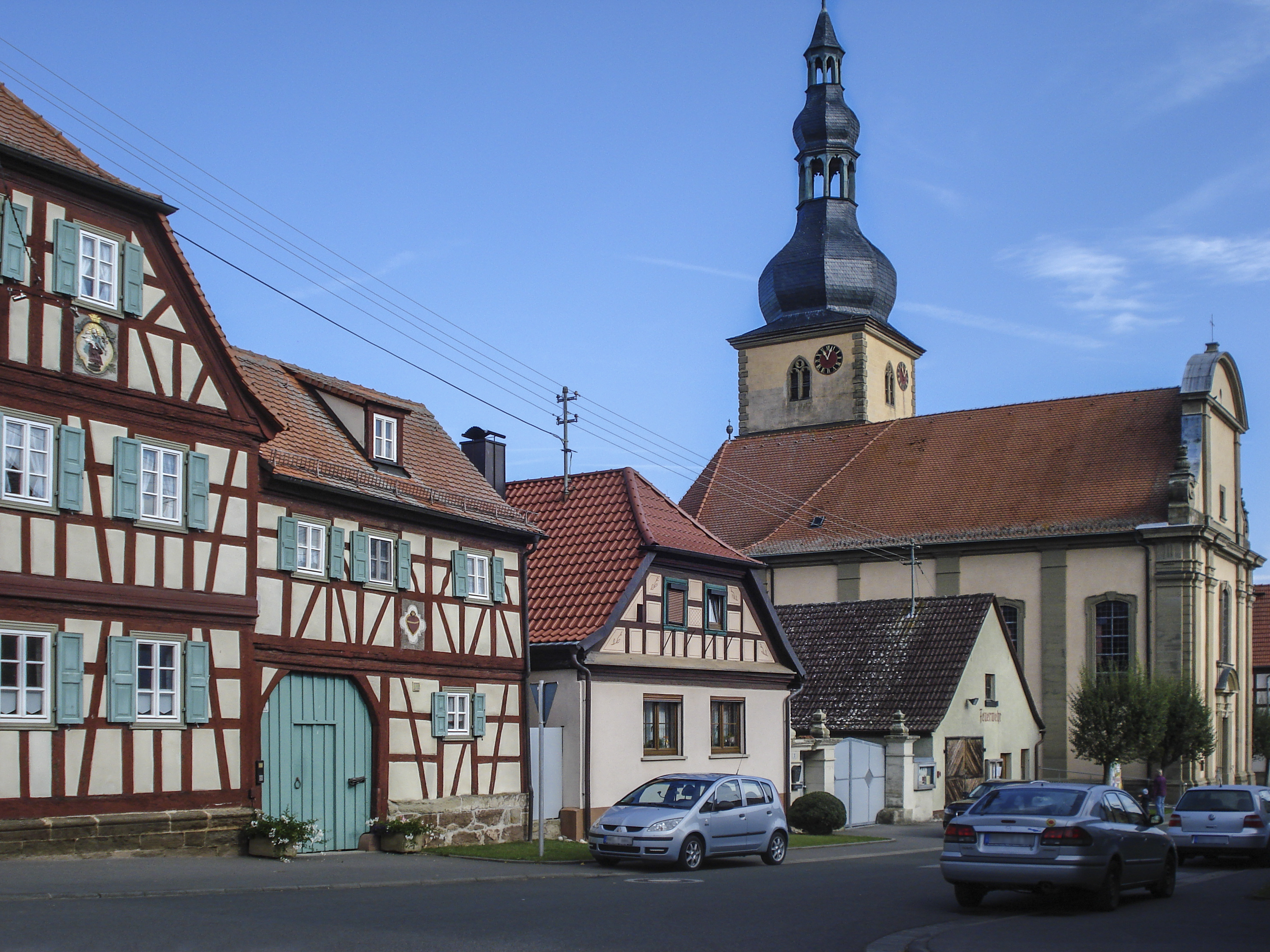
Ostheim
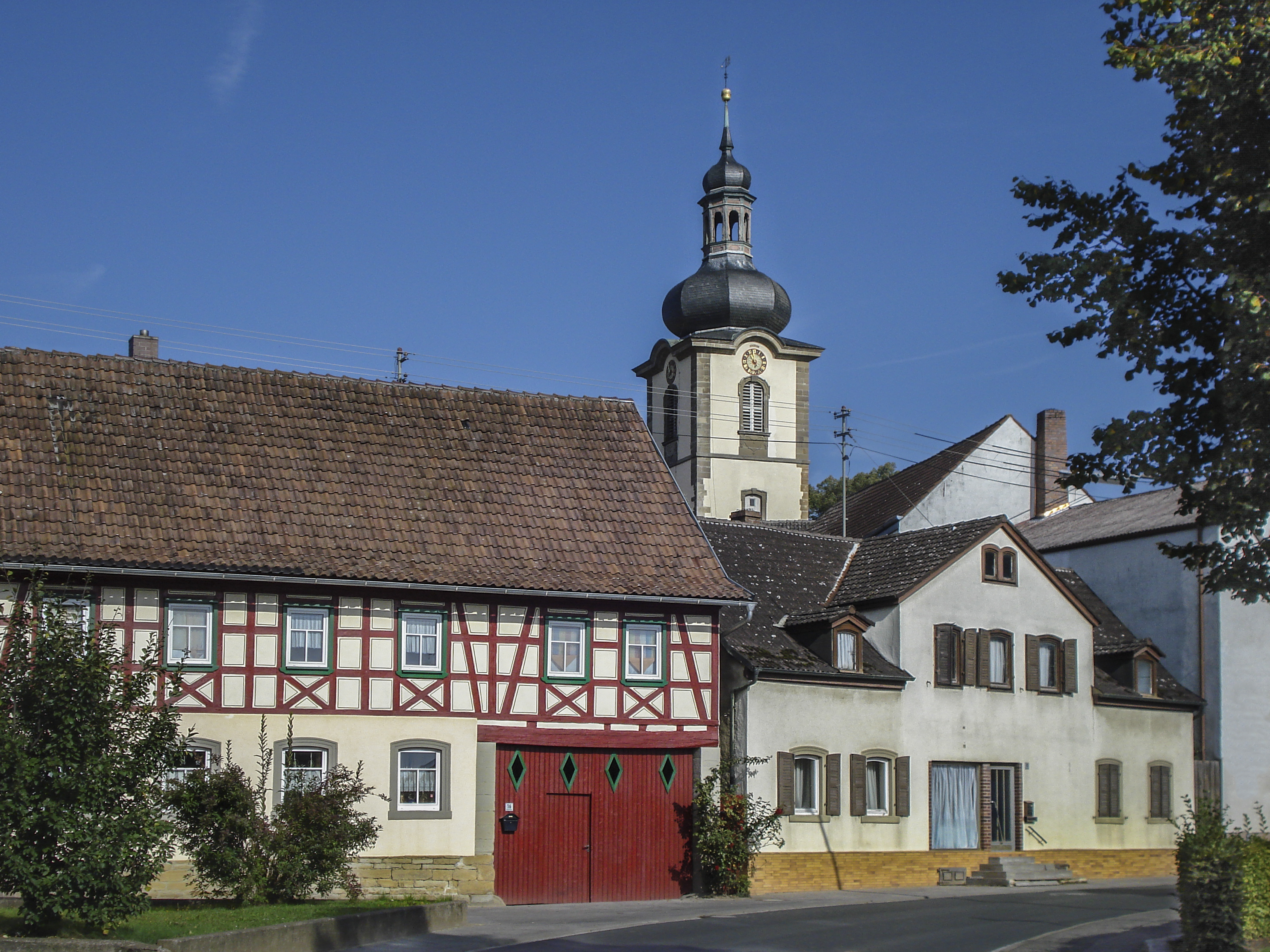
Rügheim
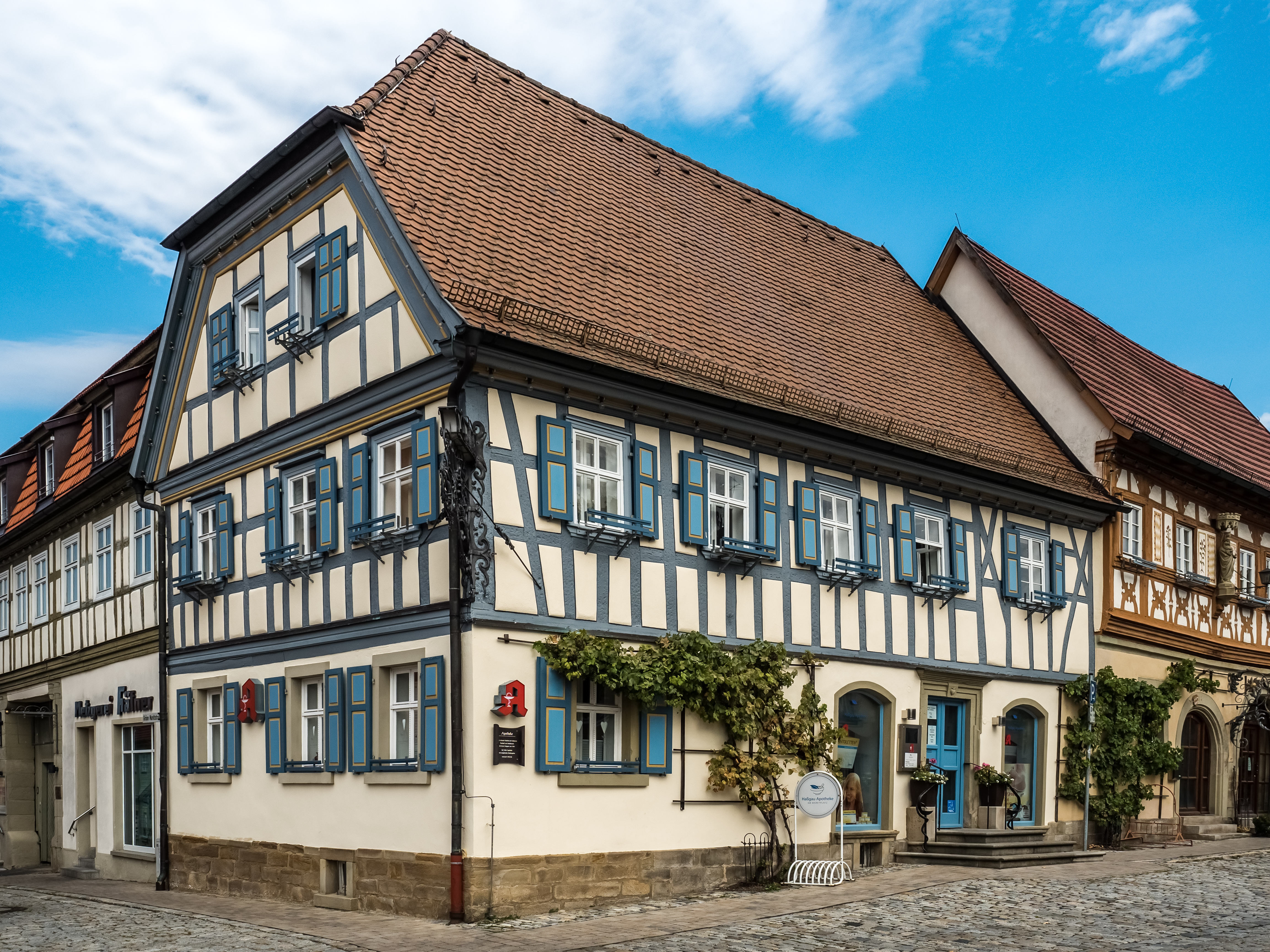
Fachwerkhaus mit Apotheke in Hofheim
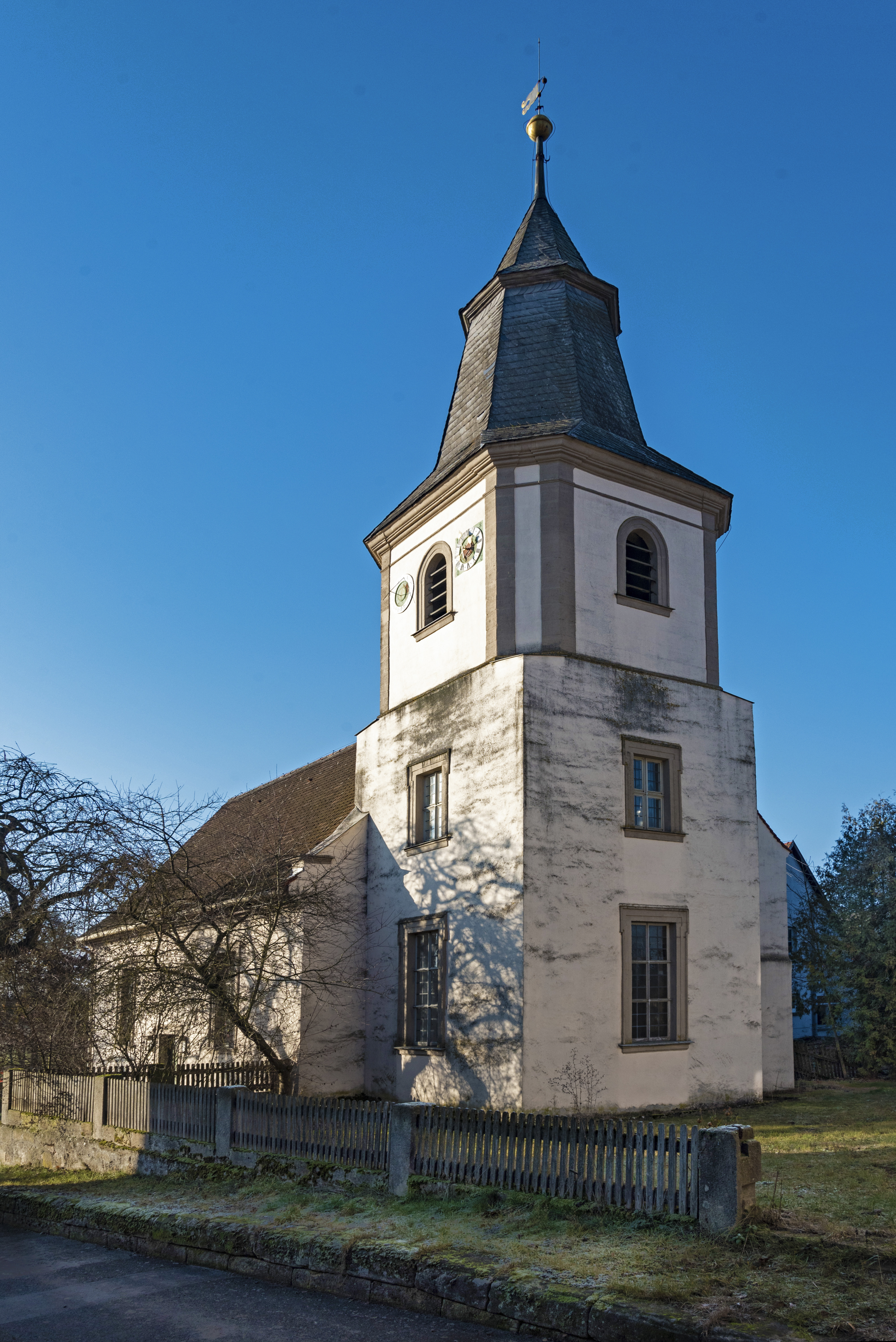
Manau
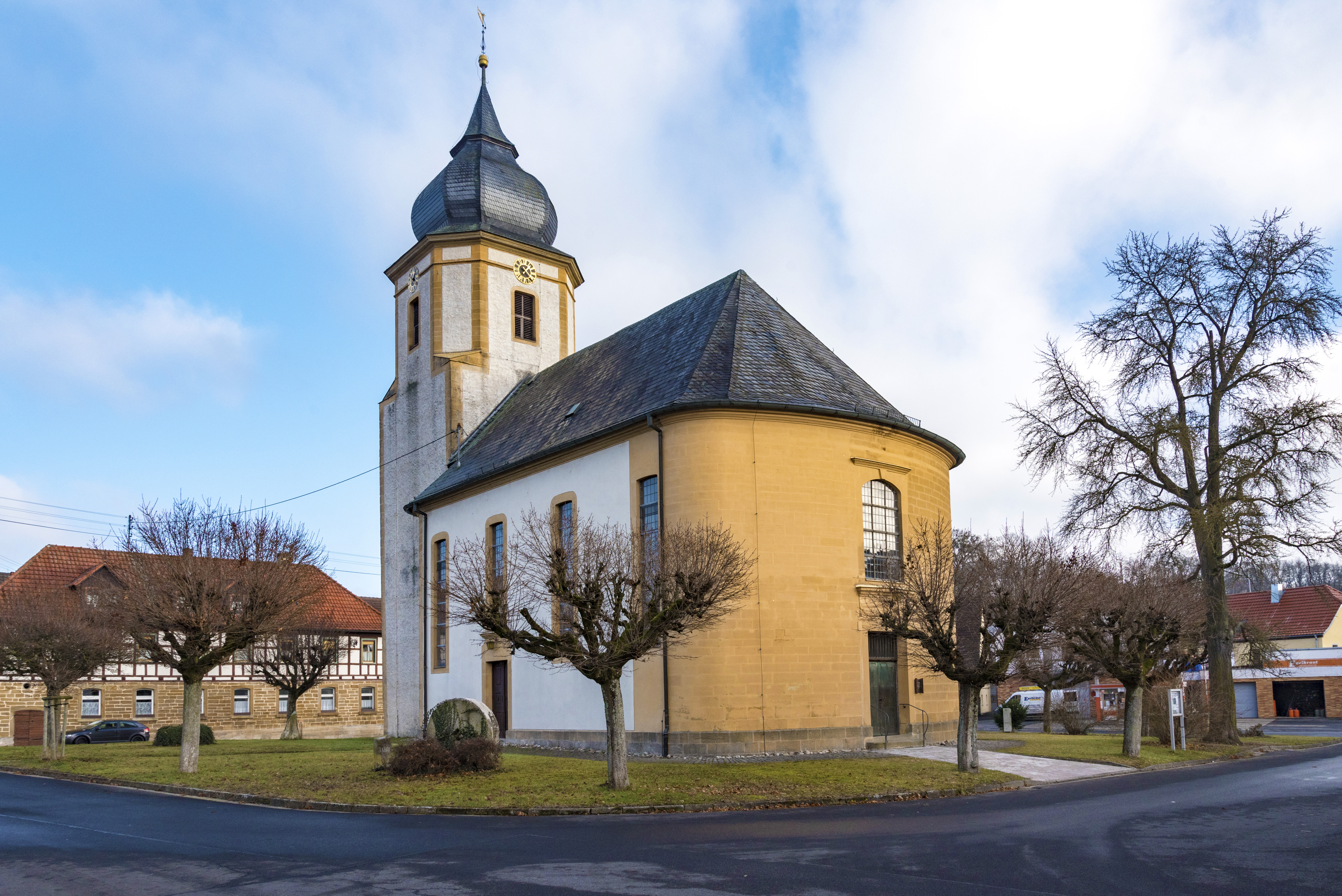
Lendershausen
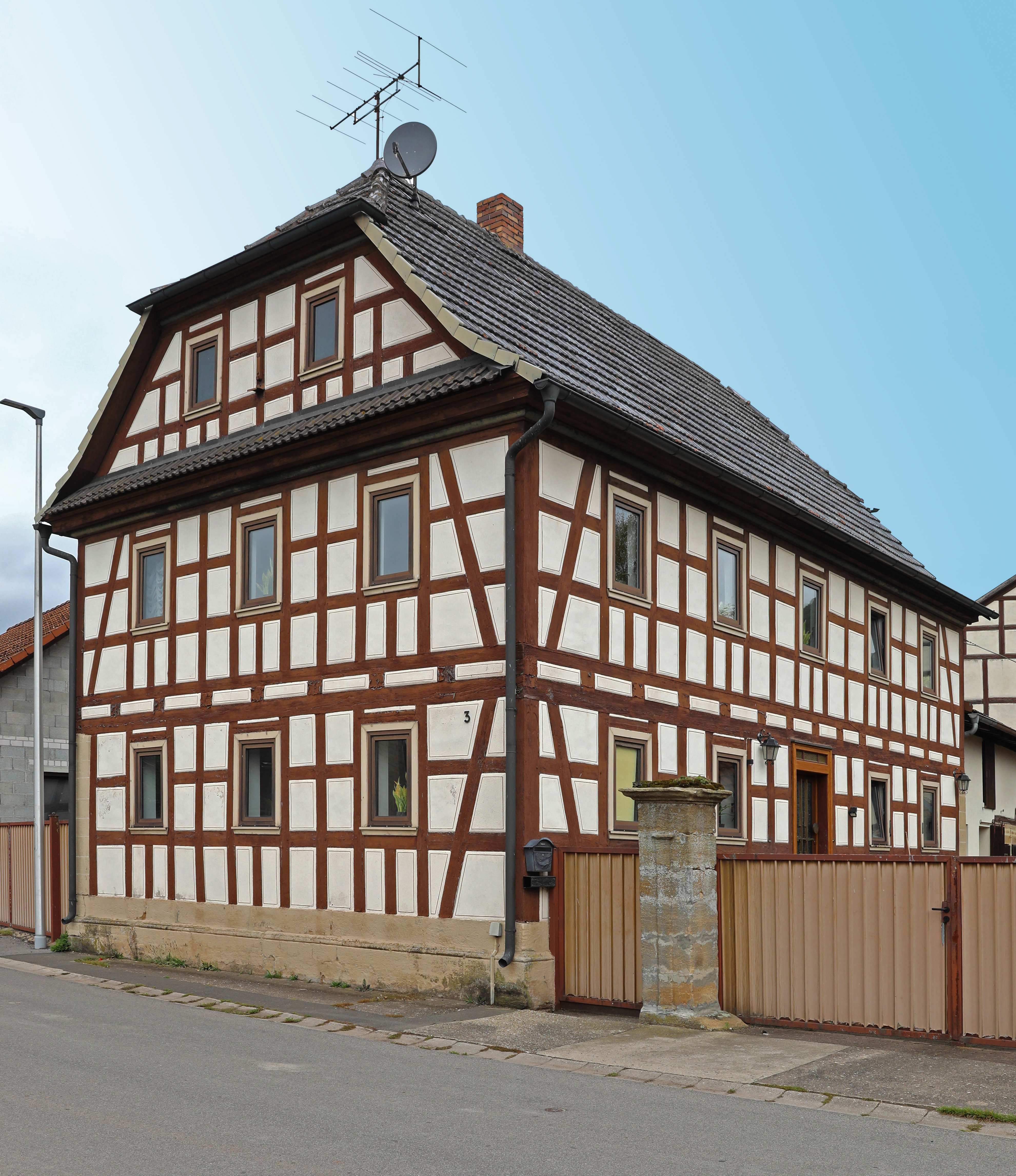
Sulzbach
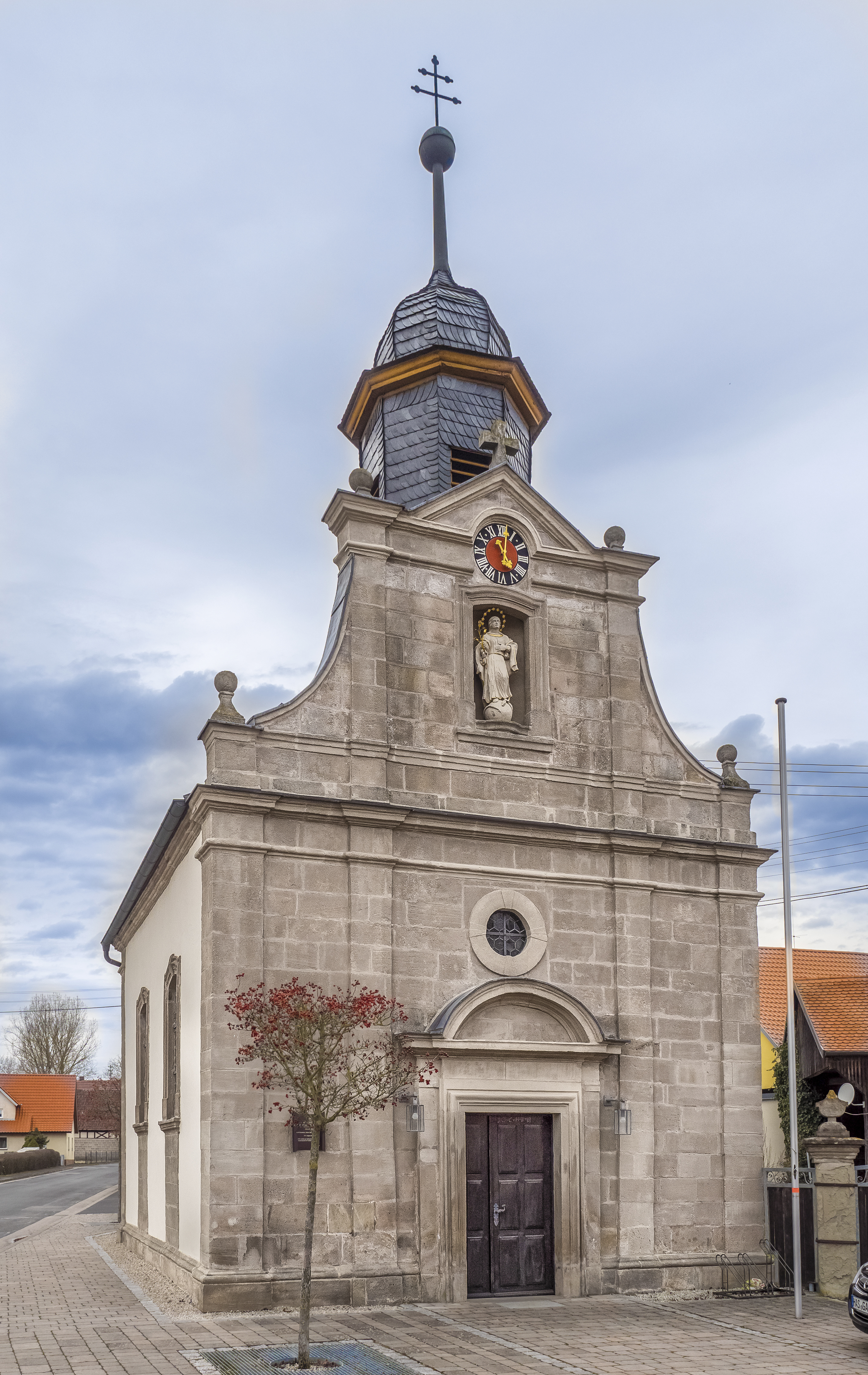
Reckertshausen
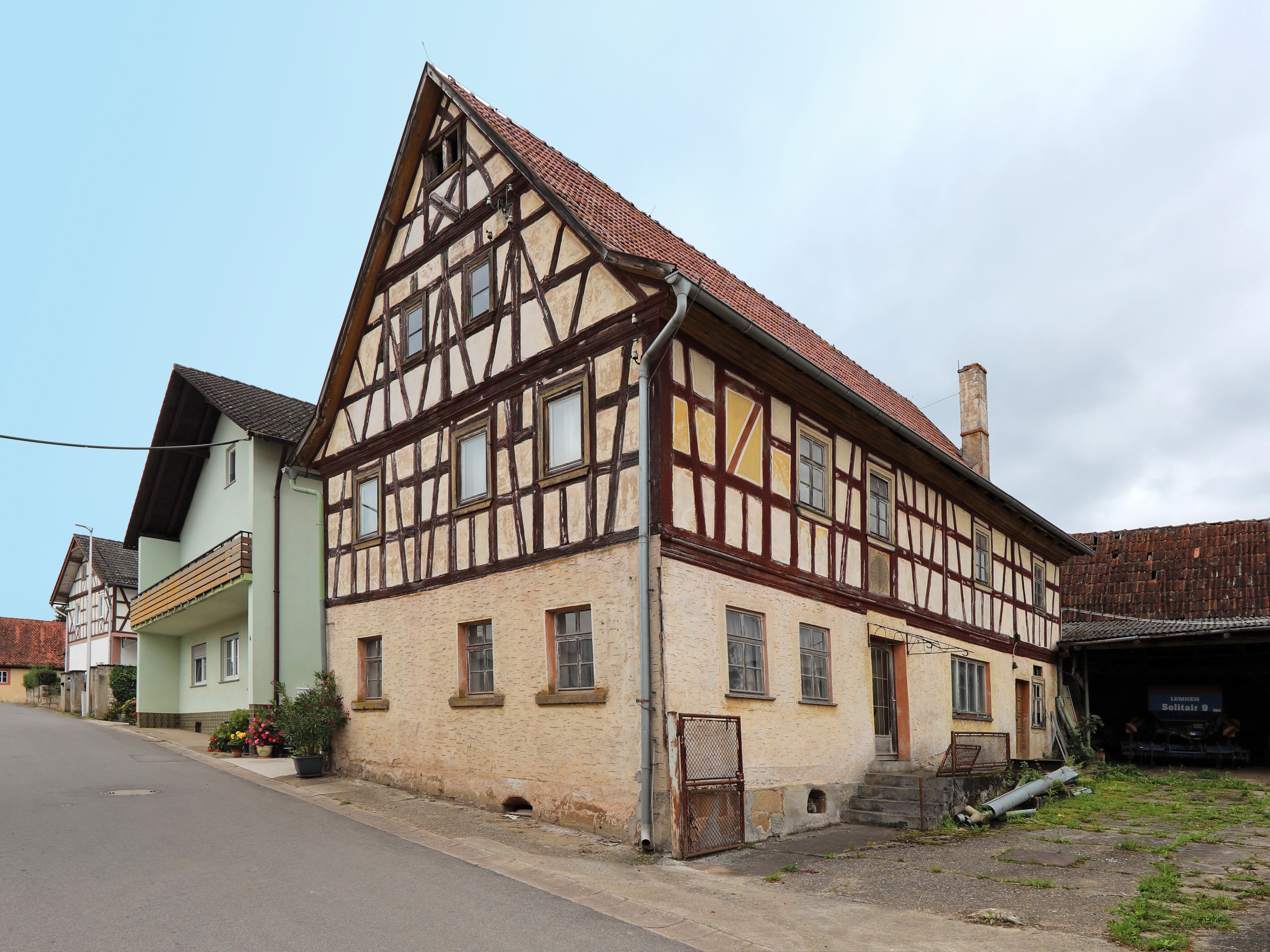
Erlsdorf

### Nachbargemeinden
Nachbargemeinden sind (von Norden beginnend im Uhrzeigersinn): Bundorf, Maroldsweisach, Burgpreppach, Königsberg in Bayern, Riedbach und Aidhausen.

## Geschichte

### Bis zum 19. Jahrhundert
Einige Indizien weisen darauf hin, dass der Ort bereits vor 800 eine karolingische Vogtei gewesen sein könnte. Auf 1108 datiert der erste urkundliche Beleg als „houeheim“. Auch eine frühere Gründung mit dem Namen „Houfingen“ ist möglich, denn dies ist im älteren Dialekt der Umgebung bis heute der Name der Stadt, inzwischen in der Stadt selbst meist zu „Hofingen“ umgeformt. Daneben existiert die Dialektform „Hoffinga“, die vor allem von den Bewohnern jenseits der Haßberge benutzt wird. Das in einer besonders fruchtbaren Ebene vor den Haßberghöhen liegende Hofheim gehört zu den Urpfarreien in dieser Region und das Patrozinium der katholischen Pfarrkirche St. Johannes der Täufer unterstreicht die Bedeutung als Taufkirche mindestens seit karolingischer Zeit. Ab 1500 lag Hofheim im Fränkischen Reichskreis. Im Jahr 1576 erfolgte die Verleihung der Stadtrechte durch Fürstbischof Julius Echter von Mespelbrunn. Im 18. Jahrhundert wurden das Lendershäuser Tor und das Goßmannsdorfer Tor neu gebaut. Im Jahr 1803 kam Hofheim unter bayerische Verwaltung, 1806 bis 1814 unterstand es dem Großherzogtum Würzburg, danach kam es wieder zu Bayern. Zwischen 1862 und 1900 erfolgte die Zuweisung zum königlichen Bezirksamt Königshofen, ab 1900 war Hofheim eigenständiges Bezirksamt. 1892 wurde von Haßfurt aus der Anschluss an das Eisenbahnnetz ermöglicht. Nach Daten der Gesellschaft für Leprakunde gab es in Hofheim seit 1597 ein Leprosorium, das 1664 erneuert wurde.

### 20. und 21. Jahrhundert
Beim Novemberpogrom 1938 wurde die Synagoge der Jüdischen Gemeinde in der Kirchgasse 11 von SA-Männern geplündert, woran eine Gedenktafel hinter dem Rathaus erinnert. Die Synagoge blieb als Gebäude erhalten, wurde für 4500 Reichsmark verkauft und wird heute als Wohnhaus genutzt. An der Außenwand der Kirche erinnert eine kleine Tafel an die ehemalige jüdische Gemeinde. 2014 wurden an drei Standorten die ersten sechs Stolpersteine des Künstlers Gunter Demnig verlegt.
Im Zuge der bayerischen Gebietsreform wurde das 1900 entstandene königliche Bezirksamt, seit 1938 Landkreis Hofheim in Mainfranken, nach dem Krieg als Landkreis Hofheim in Unterfranken bezeichnet, am 1. Juli 1972 aufgelöst. Damit verlor Hofheim an Bedeutung, da Haßfurt Kreisstadt des neuen Landkreises Haßberge wurde.
Die Eisenbahnverbindung nach Haßfurt wurde 1995 stillgelegt; die Gleisanlagen wurden 1996/97 rückgebaut und in einen 15 Kilometer langen Fahrradweg umgewandelt.
In den 1990er und 2000er Jahren nahm der Leerstand von Gebäuden im Hofheimer Stadtkern zu. Um den damit einhergehenden Verfall dörflicher Strukturen zu stoppen, wies die Gemeinde seit 2006 keine Neubaugebiete mehr aus. Zudem setzt sie sich aktiv für den Altgebäudebestand ein: Die Gemeinde erfasst alle unbewohnten Gebäude, vermarktet sie über eine Internetseite und gibt Orientierungshilfe bei der Beantragung von Fördermitteln. 2008 gründeten die Stadt Hofheim und sechs Nachbargemeinden die Gemeinde-Allianz Hofheimer Land, die ebenfalls das Ziel hat, junge Familien für ein Leben in Hofheim oder in den umgebenden Dörfern zu gewinnen und um so den Bevölkerungsrückgang zu verringern.

### Eingemeindungen
Im Zuge der Gebietsreform in Bayern wurden am 1. Januar 1972 die Gemeinden Erlsdorf und Manau eingegliedert. Sulzbach kam am 1. Januar 1974 hinzu. Der Markt Ostheim folgte am 1. Januar 1975. Die Reihe der Eingemeindungen wurde mit der Eingliederung von Eichelsdorf und Lendershausen am 1. Januar 1978 sowie von Goßmannsdorf, Reckertshausen und Rügheim am 1. Mai 1978 abgeschlossen.

### Einwohnerentwicklung
Im Zeitraum 1988 bis 2018 stieg die Einwohnerzahl von 4954 auf 5109 um 155 Einwohner bzw. um 3,1 %. 1997 hatte die Stadt 5343 Einwohner.
Quelle: BayLfStat

## Politik

### Stadtrat
Der Stadtrat von Hofheim hat 20 Mitglieder. Bei den Kommunalwahlen seit 2008 ergaben sich folgende Sitzverteilungen und Stimmenanteile:
| Partei/Liste      | 2008  | 2014  | 2020          | 2020  |
| Partei/Liste      | Sitze | Sitze | Stimmenanteil | Sitze |
| ----------------- | ----- | ----- | ------------- | ----- |
| CSU               | 6     | 5     | 24,95 %       | 5     |
| SPD 1             | 2     | 2     | 8,62 %        | 2     |
| FDP/Freie Bürger  | 1     | 1     | –             | –     |
| WG Goßmannsdorf   | 3     | 3     | 16,42 %       | 3     |
| WG Rügheim        | 3     | 3     | 15,37 %       | 3     |
| WG Ostheim        | 1     | 1     | 5,90 %        | 1     |
| Reckertshäuser BL | 1     | 1     | 4,46 %        | 1     |
| Junge Liste       | 1     | 2     | 12,89 %       | 3     |
| WG Lendershausen  | 2     | 2     | 11,40 %       | 2     |
| Gesamt            | 20    | 20    | 100 %         | 20    |

### Bürgermeister
Zusätzlich zu den Stadtratsmitgliedern gehört der Erste Bürgermeister dem Stadtrat an. Aktueller Bürgermeister ist seit dem 9. Februar 2023 Alexander Bergmann (CSU). Er wurde am 13. November 2022 mit 87 % der abgegebenen und 90,5 % der gültigen Stimmen bei einer Wahlbeteiligung von 37,65 % ohne Gegenkandidaten gewählt und trat sein Amt am 9. Februar 2023 an. Hiermit folgte er Wolfgang Borst (CSU) nach, der seit dem 9. Februar 2005 Bürgermeister war. Bei der Wahl im Jahr 2010 wurde er bei einer Wahlbeteiligung von 36,6 % mit 96,0 % der gültigen Stimmen im Amt bestätigt und am 20. November 2016 für weitere sechs Jahre gewählt. Vorgänger war seit 1993 Hubert Eiring (FDP).

### Wappen
| | Blasonierung: „Über rotem Schildfuß, darin drei silberne Spitzen, in Silber halbleibs der golden nimbierte heilige Johannes der Täufer im fellbesetzten blauen Gewand, der auf dem rechten Arm das auf einem roten Buch ruhende, golden nimbierte silberne Gotteslamm trägt und mit dem linken Zeigefinger darauf hinweist.“ |
| Wappenbegründung: Als Stadt wurde Hofheim erstmals 1576 genannt. Die ältesten Siegel stammen aus dem 15. und frühen 16. Jahrhundert, sie zeigen den wachsenden heiligen Johannes den Täufer als Patron der Urpfarrei mit seinen Attributen Gotteslamm und Buch. Um 800 soll dort bereits eine Taufkirche gestanden haben. Seit Ende des 16. Jahrhunderts steht der Heilige in ganzer Gestalt im Siegel. Die Stadt Hofheim wünschte 1938 ein neues Wappen mit einem Stadttor von Hofheim als Symbol der Stadt und Hinweis auf die ehemalige Befestigung. Hintergrund war die NS-Ideologie, die einen christlichen Heiligen, noch dazu einen Juden, Johannes der Täufer war dem Neuen Testament zufolge der Großcousin Jesu, ablehnte. Das Verfahren wurde bei Ausbruch des Krieges eingestellt, offenbar, weil man Unmut oder gar Unruhe unter den fast durchweg christlichen Einwohnern der Stadt fürchtete. Nach Kriegsende steht in Siegeln und Abbildungen der Heilige in ganzer Figur mit Fellen bekleidet, in der Rechten das Buch haltend, auf dem das Gotteslamm ruht, in grünem Feld. Die Wiederannahme des alten Wappens erfolgte formlos, spätestens in den 1960er-Jahren. Dieses Wappen wird seit dem 15. Jahrhundert geführt. | |

## Öffentliche Einrichtungen

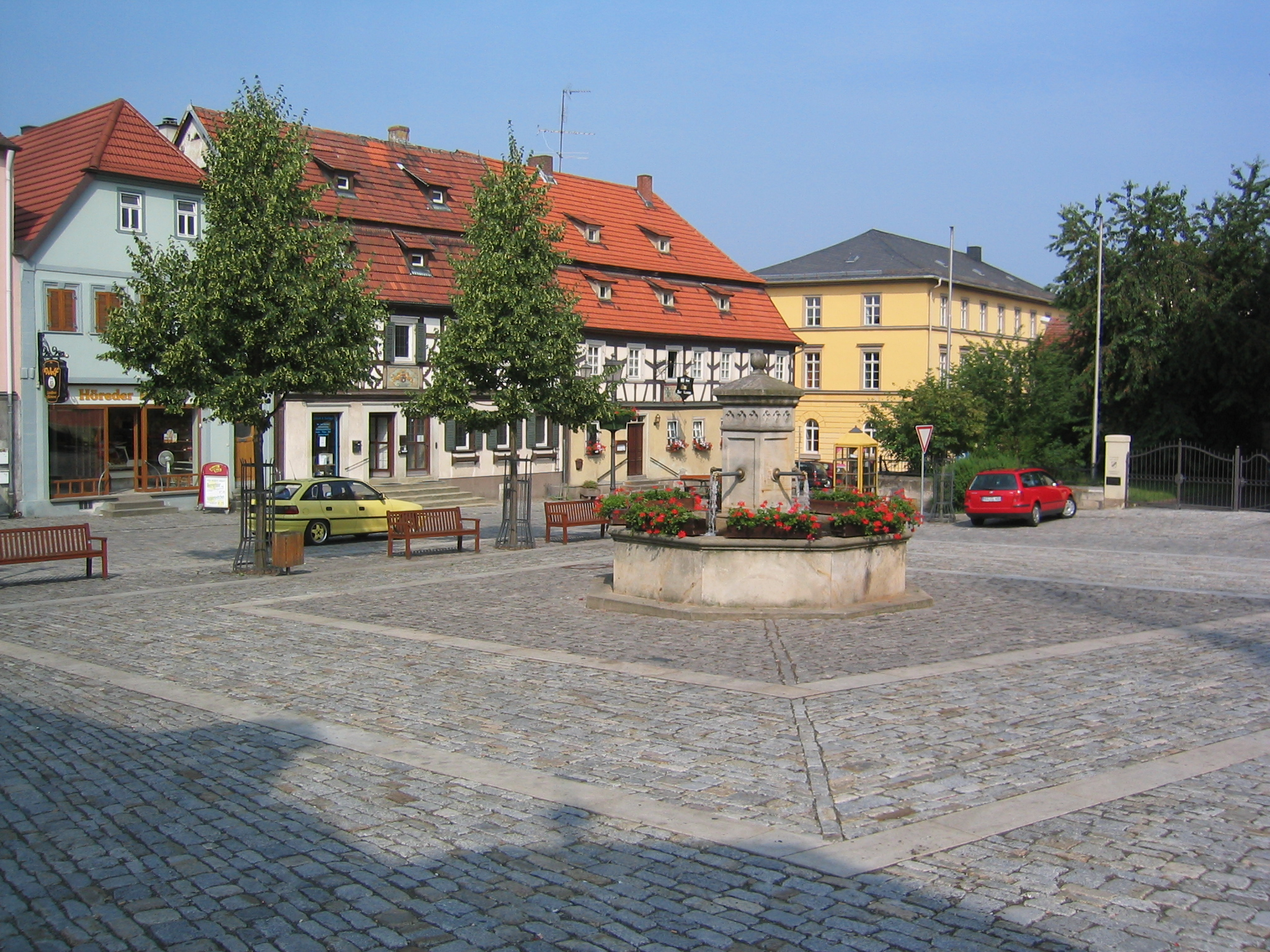
Marktplatz mit Brunnen

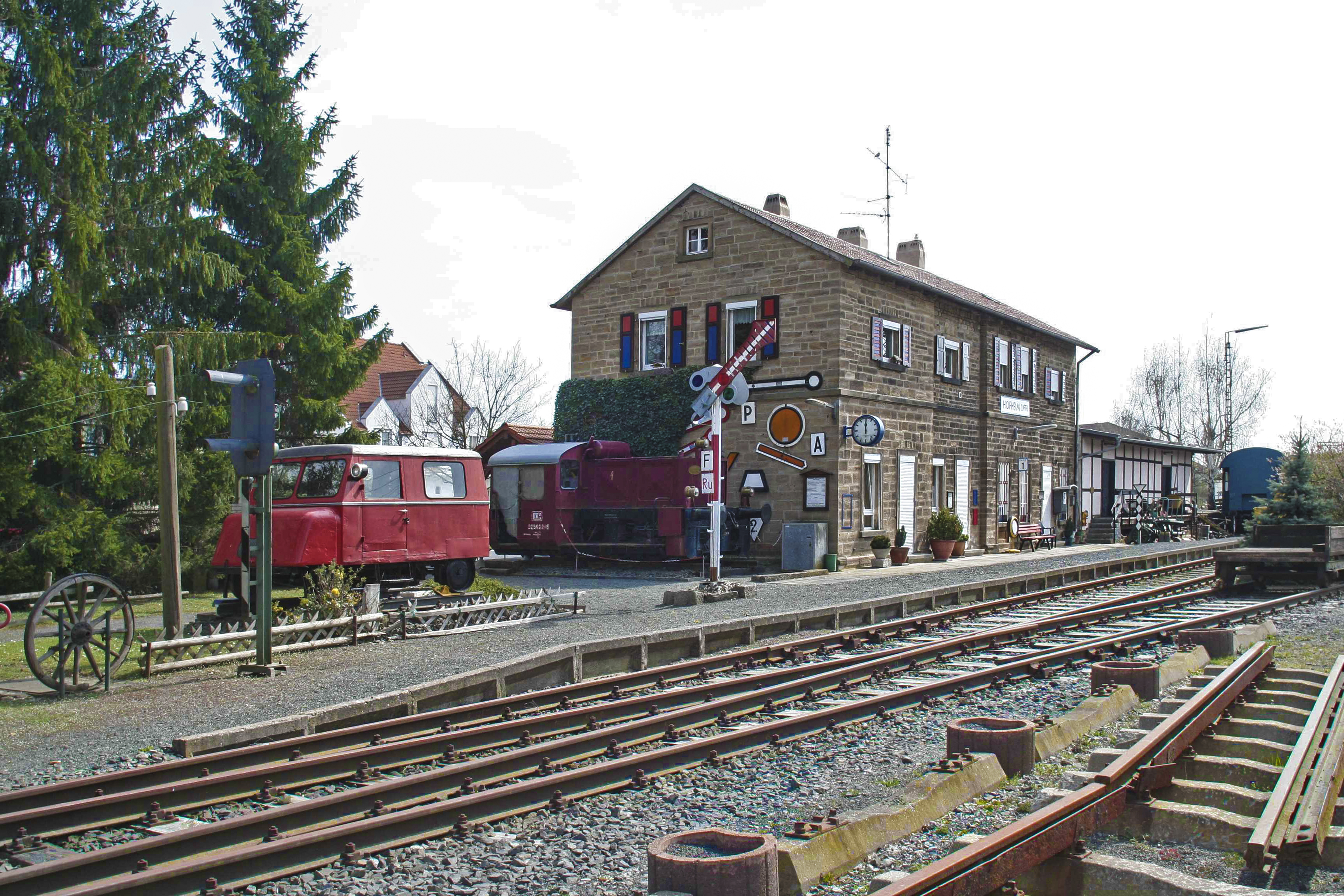
Bahnhof

### Kultur
- Bücherei (in Hofheim und auch im Gemeindeteil Goßmannsdorf)
- Haus des Gastes
- Schüttbau in Rügheim

### Bildung
- Grund- und Hauptschule
- Jacob-Curio-Realschule (bis 2008: Staatliche Realschule Hofheim)
- Fachakademie für Sozialpädagogik (bis 2011)
- Berufsfachschulen für  Pflegeberufe
- Volkshochschule
- Kindergarten St. Josef
- Schullandheim des Alexander-von-Humboldt-Gymnasiums aus Schweinfurt

### Medizinische Versorgung
- Notarzt
- Caritas-Altenservicezentrum mit Tagespflege
- Diverse Fach- und Allgemeinärzte
- Blutspendeprogramm des Roten Kreuzes

### Behörden
- Verwaltungsgemeinschaft
- Amt für Ernährung, Landwirtschaft und Forsten

### Medien
- Bote vom Haßgau, Lokalzeitung (gehört inzwischen zur Main-Post)

## Verkehrsanbindung
Hofheim liegt an der Bundesstraße 303 von Schweinfurt nach Coburg, die nach Bau der Ortsumgehung südlich an Hofheim vorbeiführt. Von 1893 bis 1996 war Hofheim über die Bahnstrecke Haßfurt–Hofheim (KBS 816) an den Bahnhof Haßfurt angeschlossen.
Hofheim liegt am Radweg Meiningen-Haßfurt.

## Sehenswürdigkeiten

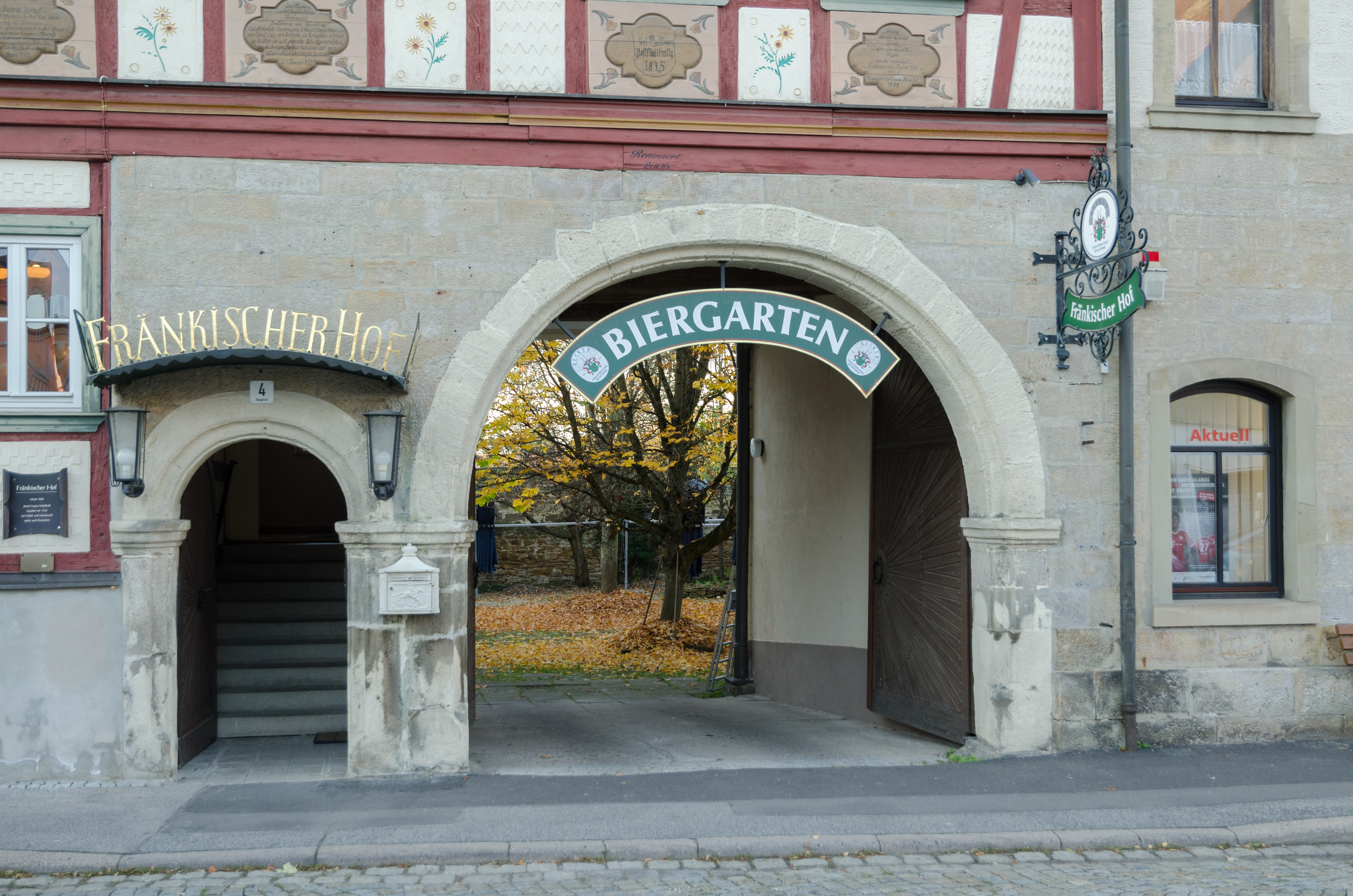
Fränkischer Hof

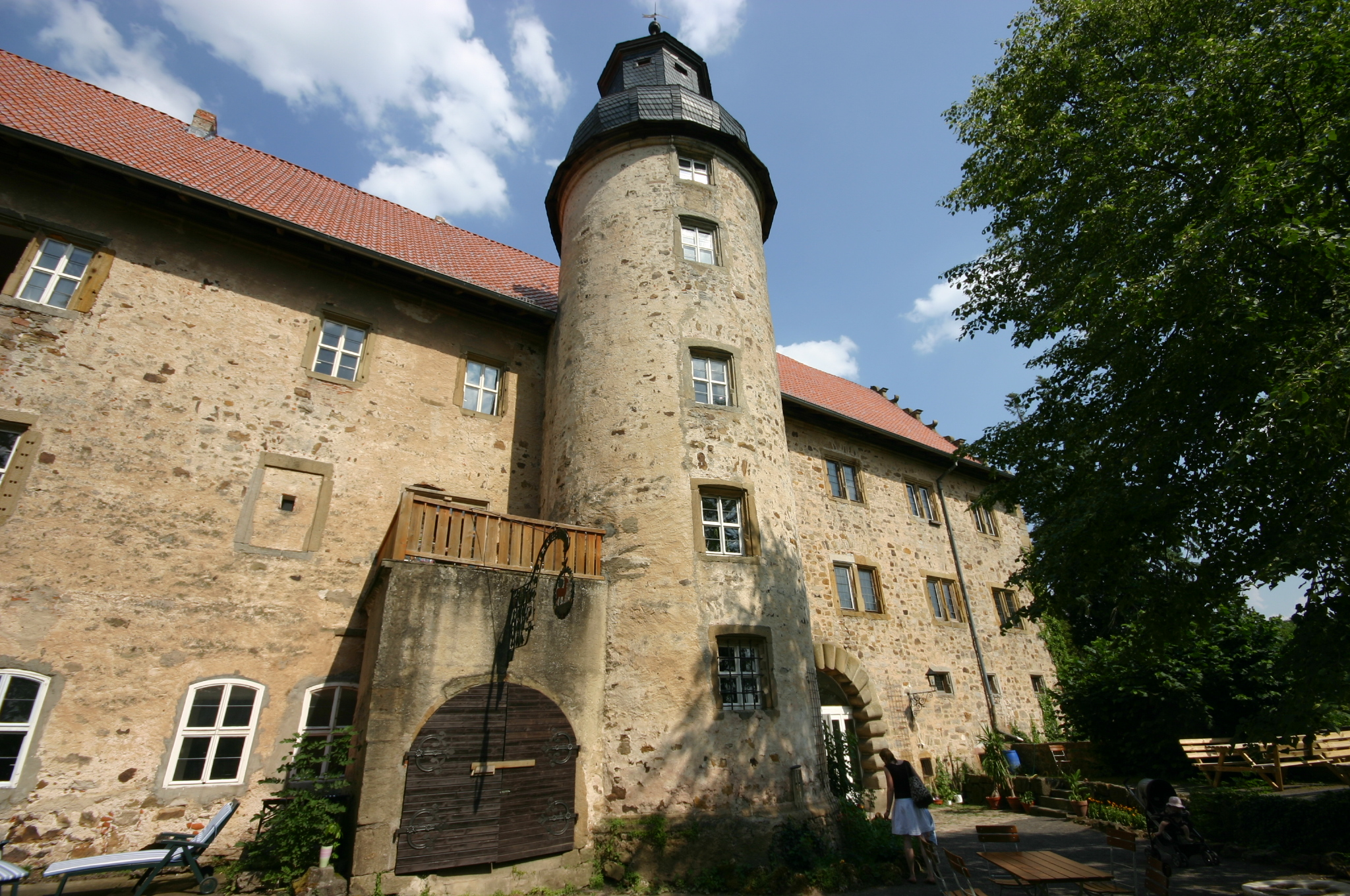
Bettenburg

- Historische Altstadt mit fränkischen Fachwerkhäusern und alten Stadtmauern
- Fränkischer Hof, Fachwerkensemble (1685–1687), Hoftor mit Pforte um 1600
- Bettenburg mit Landschaftspark
- Kloster Eichelsdorf und der Aussichtsturm Schwedenschanze
- Ausgedehnte Wanderwege und Radwege in den angrenzenden Haßbergen
- Die als Naturdenkmal ausgewiesene Karstquelle Hofheim

## Museen
- Rotkreuz-Museum im Goßmannsdorfer Tor[19]
- Eisenbahnmuseum im Bahnhof der ehemaligen Bahnstrecke Haßfurt–Hofheim[20]

## Freizeitangebot
- Freibad
- Hallenbad
- Tennisplätze
- Kegelbahn im 1976 eröffneten Kulturzentrums Haus des Gastes
- Sportverein SV Hofheim 1919 e. V.
- Fanfaren- und Spielmannszug Hofheim

## Wirtschaft
- Ackerbau, Garten- und Obstbau
- Kleinindustrie, Metallverarbeitung und Textilindustrie
- Lebensmittelindustrie: Brauerei und Milchwerke

## Persönlichkeiten

### Söhne und Töchter des Ortes
- Jacob Curio (1497–1572), Arzt und Mathematiker
- Gottfried Schmitt (1827–1908), Jurist, Redaktor des Erbrechts zur Ausarbeitung des BGB, Präsident des Bayerischen Obersten Landesgerichts
- Josef von Schmitt (1838–1907), 1884–1905 Landgerichtspräsident, Ehrenbürger der Stadt Bamberg
- Carl Alfred Osann (1859–1923), Mineraloge
- Christian Geyer (1862–1929), evangelischer Theologe, Kirchenrat, geboren in Manau
- Karl Gerhard (1873–1948), Kirchenmaler
- Wilhelm Hoffmann (1876–1942), in Eichelsdorf geborener Politiker, Mitglied des Reichstages
- Julius Koch (1881–1951), Jurist, Münchner Polizeipräsident
- Artur Heinrich (1904–1975), in Rügheim geborener Politiker, MdL Bayerns
- Josef Dünninger (1905–1994), Volkskundler, Germanist und Hochschullehrer
- Helmuth Egelkraut (1938–2018), evangelischer Theologe und Professor für Theologie und Missiologie

### Mit Hofheim verbunden
- Johann Kaspar Borst (1812–1858), Politiker, Borst war von 1850 bis 1858 für den Wahlbezirk Hofheim/Ufr als Abgeordneter im Bayerischen Landtag